# Sfissef
Sfissef (em árabe: سفيزف), também escrito Sfizef ou Sfisef, é uma comuna localizada na província de Sidi Bel Abbès, Argélia. De acordo com o censo de 2008, a população total da cidade era de 29 696 habitantes.